# Ferdinand von Grumme-Douglas
Karl Ferdinand Grumme, seit 1900 von Grumme, seit 1912 von Grumme-Douglas (* 5. Juni 1860 in Stockholm, Schweden; † 18. Juli 1937 auf Gut Rehdorf in der Neumark) war ein deutscher Marineoffizier, zuletzt Konteradmiral sowie Politiker.

## Leben

### Familie
Grumme entstammte einer niedersächsischen Familie, die erstmals im 17. Jahrhundert in Harste bei Göttingen erscheint. Er heiratete am 9. August 1900 auf Gut Ralswiek (Insel Rügen) Ellen Gräfin von Douglas (* 1. Dezember 1881 in Aschersleben; † 8. März 1964 in Köln-Mülheim), die Tochter des preußischen Majors und Mitglied des Staatsrats Dr. med. h. c. Hugo Sholto Oskar Georg von Douglas, Fideikommissherr auf Gut Ralswiek, und der Jenny Reisner. Das Ehepaar Grumme-Douglas hatte eine Tochter und einen Sohn. Die Tochter Vendla von Grumme-Douglas wurde Schriftstellerin und war dreimal adelig verheiratet, dreimal geschieden.

### Karriere
Er trat am 23. April 1878 als Kadett in die Kaiserliche Marine ein. Nach seiner Grundausbildung an Land und auf dem Schulschiff Niobe kam Grumme erstmals an die Marineschule. Im Anschluss daran setzte er seine Ausbildung auf verschiedenen Schiffen fort und kehrte vom 5. Januar 1882 bis 30. Oktober 1882 ein weiteres Mal an die Marineschule zurück. Nach der erfolgreichen Beendigung erhielt Grumme am 16. November 1882 mit Rangdienstalter vom 17. Dezember 1881 sein Offizierspatent als Unterleutnant zur See. Er wurde als Kompanieoffizier bei der II. Matrosen-Division verwendet und trat Anfang Mai 1884 auf dem Dampfer Feronia die Ausreise nach Ostasien an, wo er die kommenden zwei Jahre Dienst als Wachoffizier auf dem im Stationsdienst eingesetzten Kanonenboot Iltis versah. Während dieser Zeit wurde Grumme zwischenzeitlich am 19. März 1885 zum Leutnant zur See befördert. Nach seiner Rückkehr nach Deutschland hatte Grumme die folgenden Jahre verschiedene Bord- und Landkommandos, bis er 1899 schließlich als Korvettenkapitän Erster Offizier auf der Hohenzollern wurde. Grumme stieg dann zum diensttuenden Flügeladjutant von Kaiser Wilhelm II. auf. Diese Tätigkeit hatte er, unterbrochen von einer Beurlaubung von Oktober 1901 bis Mitte August 1902, bis zum 25. September 1904 inne. Mit diesem Tage wurde Grumme zur Disposition gestellt.
Am 27. Januar 1910 erhielt er den Charakter als Konteradmiral. Politisch betätigte er sich als Mitglied des Preußischen Herrenhauses auf Lebenszeit. Im Jahr 1918 war er Mitglied im Kaiserlichen Yacht-Club in Kiel.
Grumme-Douglas war Gutsherr auf Rehdorf (1.083 Hektar).

### Ehrungen
Seine Erhebung in den preußischen Adelsstand erfolgte genau am Tag seiner Hochzeit am 9. August 1900 auf Schloss Wilhelmshöhe bei Kassel. Die preußische Genehmigung zur Namensvereinigung als „von Grumme-Douglas“ wurde am 19. Februar 1912 in Berlin erteilt mit Diplom vom 19. April 1912 in Achilleion.